# Glycine décarboxylase
La glycine décarboxylase, ou glycine déshydrogénase (décarboxylante), est une oxydoréductase qui catalyse la réaction :
glycine + [protéine H du système de clivage de la glycine]-N6-lipoyl-L-lysine  {\displaystyle \rightleftharpoons }  [protéine H du système de clivage de la glycine]-S-aminométhyl-N6-dihydrolipoyl-L-lysine + CO2.
Cette enzyme est l'un des quatre composants du système de clivage de la glycine, qui intervient en réponse à des taux élevés de glycine, aussi bien chez les humains que chez les plantes où elle intervient dans la photorespiration au sein des chloroplastes.